# Učenec při pultu
Učeneč při pultu[zdroj⁠?!], či Učenec na kazatelně[zdroj⁠?!] nebo Otec židovského snoubence[zdroj⁠?!] je obraz namalovaný Rembrandtem v roce 1641. Je příkladem barokní portrétní malby s prvky žánrové malby. Dílo pochází ze sbírky polského krále Stanisława II. Augusta, poté patřilo rodině Lanckoronských, jejíž představitelka Karolina Lanckorońská dílo věnovala královskému zámku ve Varšavě, v jehož sbírce je dodnes.

## Popis
Obraz představuje bystu staršího muže en trois quart. Je zaneprázdněn psaním knihy, která leží na dřevěném stole. Postava má vysoké čelo, velké tmavé oči, silně šikmé oblouky obočí, husté šedé vlasy a mírné vrásky. V pravé ruce drží pero. Je oblečen do tlustého hnědého kabátu, na hlavě má klobouk typický pro Židy v Holandsku v 17. století. Kolem krku mu visí pozlacený řetěz. Obraz se vyznačuje hnědými tóny. Jeho významnou část (a v horní části většinu) vyplňuje pozadí, dole lehce osvětlené. Paprsky osvětlují tři místa: stránky knihy, obličej a částečně dlaň, náhrdelník a pero.
Je to jeden ze tří Rembrandtových obrazů v polských sbírkách (další dva jsou Dívka v klobouku a Krajina s milosrdným samaritánem).